# Construction de l'angle moitié
Soit un angle de sommet O dont on souhaite construire l'angle moitié à l'aide de la règle et du compas, et sans utiliser le rapporteur.
Il suffit de tracer un cercle de centre O et de rayon quelconque qui coupe les demi-droites de l'angle en A et B, puis de prendre un point C sur le cercle ; l'angle moitié sera ACB. Il faut prendre le point C sur la bonne partie du cercle, sinon on obtiendrait le supplémentaire de l'angle moitié.

## Pour approfondir
On pourrait souhaiter la généralisation de ce type de constructions, diviser un angle en 3, 5, 7 etc., mais il a été démontré que la trisection de l'angle fait partie des problèmes impossibles à résoudre à la règle et au compas.